# Union City, Tennessee
Union City är administrativ huvudort i Obion County i Tennessee. Vid 2020 års folkräkning hade Union City 11 170 invånare.